# Университет Западного Онтарио
Университет Западного Онтарио (англ. The University of Western Ontario, сокращённые наименования Western или UWO) — публичный университет и научно-исследовательское учреждение в канадской провинции Онтарио. Основной кампус площадью 455 га расположен в городе Лондон, регион Западный Онтарио, откуда и название университета. Через западную часть кампуса протекает река Темза.

## История
Университет включает 12 факультетов и школ, а также имеет 3 колледжа-филиала.
Университет основал в 1878 году епископ Исаак Хельмут под названием Западный университет Лондона-Онтарио, и первоначально он был церковным учебным заведением англиканской церкви. В 1908 году университет стал светским, а с 1923 года носит нынешнее название. В настоящее время в нём обучаются свыше 23 тыс. студентов и 5 тыс. аспирантов. Выпускники университета проживают более чем в 100 странах мира.
Университет известен своей хорошей программой подготовки в сфере бизнеса и права, занимая в этой сфере одно из высших мест в иерархии мировых университетов, а также исследованиями головного мозга.
Университет также занимает 10 место в Канаде и входит в топ 200 университетов мира.